# Lotbinière (regionale Grafschaftsgemeinde)
Lotbinière ist eine regionale Grafschaftsgemeinde (französisch municipalité régionale du comté, MRC) in der kanadischen Provinz Québec.
Sie liegt in der Verwaltungsregion Chaudière-Appalaches und besteht aus 18 untergeordneten Verwaltungseinheiten (14 Gemeinden und vier Sprengel). Die MRC wurde am 1. Januar 1982 gegründet. Der Hauptort ist Sainte-Croix. Die Einwohnerzahl beträgt 31.741 und die Fläche 1.662,27 km², was einer Bevölkerungsdichte von 19,1 Einwohnern je km² entspricht.

## Gliederung
Gemeinde (municipalité)
- Dosquet
- Leclercville
- Lotbinière
- Laurier-Station
- Saint-Agapit
- Saint-Antoine-de-Tilly
- Saint-Apollinaire
- Sainte-Agathe-de-Lotbinière
- Sainte-Croix
- Saint-Flavien
- Saint-Gilles
- Saint-Janvier-de-Joly
- Saint-Patrice-de-Beaurivage
- Saint-Sylvestre
- Val-Alain

Sprengel (municipalité de paroisse)
- Notre-Dame-du-Sacré-Cœur-d’Issoudun
- Saint-Édouard-de-Lotbinière
- Saint-Narcisse-de-Beaurivage

## Angrenzende MRC und vergleichbare Gebiete
- Portneuf
- Lévis
- La Nouvelle-Beauce
- Beauce-Centre
- Les Appalaches
- L’Érable
- Bécancour